# Часовой бег

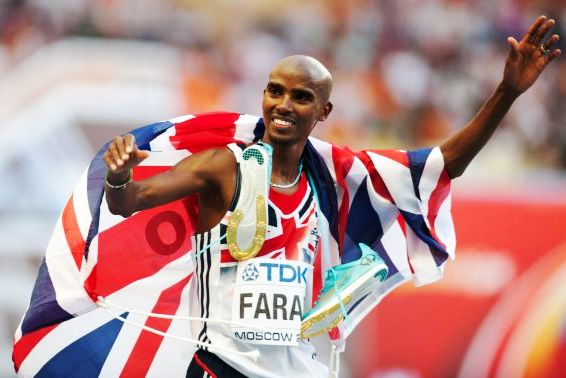
Рекордсмен мира в часовом беге Мо Фара на чемпионате мира 2013 года в Москве

Часово́й бег — беговой вид лёгкой атлетики, где результат определяется расстоянием, преодолённым бегуном за один час по дорожке стадиона. Дисциплина признана ИААФ.

## История
Часовой бег имеет долгую историю. Первые соревнования зарегистрированы в конце XVII века. Первый официально признанный мировой рекорд (18 742 метр) установил Альфред Шрабб в 1904 году. Эмиль Затопек первым пробежал более 20 км за час (20 052 метр) в сентябре 1951 года. 

## Характеристики дисциплины
Старт даётся всем участникам соревнований одновременно (в случае, если зарегистрировалось большое число участников, то возможно проведение нескольких забегов).
Бег проходит по дорожке стадиона (400 м).
В течение соревнования участников предупреждают об оставшемся времени — по истечении 30, 45, 55, 59 минут с момента старта.
По истечении часа соревнования дается сигнал о прекращении бега. Судьи отмечают местонахождение на дорожке каждого участника (по ноге, стоящей сзади). Побеждает тот, кто в течение часа соревнования пробежал бо́льшую дистанцию.

## Рекорды
Рекорды и высшие достижения мира, Европы и России в абсолютной возрастной категории по состоянию на 5 сентября 2020 года:
| Высшее достижение | Рекорд (мужчины), м | Спортсмен   | Дата                 | Место             |
| ----------------- | ------------------- | ----------- | -------------------- | ----------------- |
| Мира              | 21,330              | Мо Фара     | 5 сентября 2020 года | Брюссель, Бельгия |
| Европы            | 20,994              | Йос Херменс | 1 мая 1976 года      | Папендаль         |

| Высшее достижение | Рекорд (женщины), м | Спортсменка      | Дата                 | Место          |
| ----------------- | ------------------- | ---------------- | -------------------- | -------------- |
| Мира              | 18,517              | Дире Туне        | 12 августа 2008 года | Острава, Чехия |
| Европы            | 18,084              | Сильвана Кручата | 4 мая 1981 года      | Рим, Италия    |